# バーム
バーム (berm)は、砂浜海岸にある微地形の種類。汀段（ていだん）ともいう。
前浜に位置する微地形であり、汀線に平行な微高地である。波によって運ばれた砂による堆積地形であり、高潮位線よりもやや高い所に位置する。海側に向けては海浜（前浜）の傾斜をなしており、内陸（後浜）側に向けてはなだらかに下る傾斜を成す。台風などの暴浪時にバームは侵食され、その構成物は浅海のバーを形成する。バー堆積物は静穏時に海浜へ移送され、再びバームを形成する。